# Khăn lúp

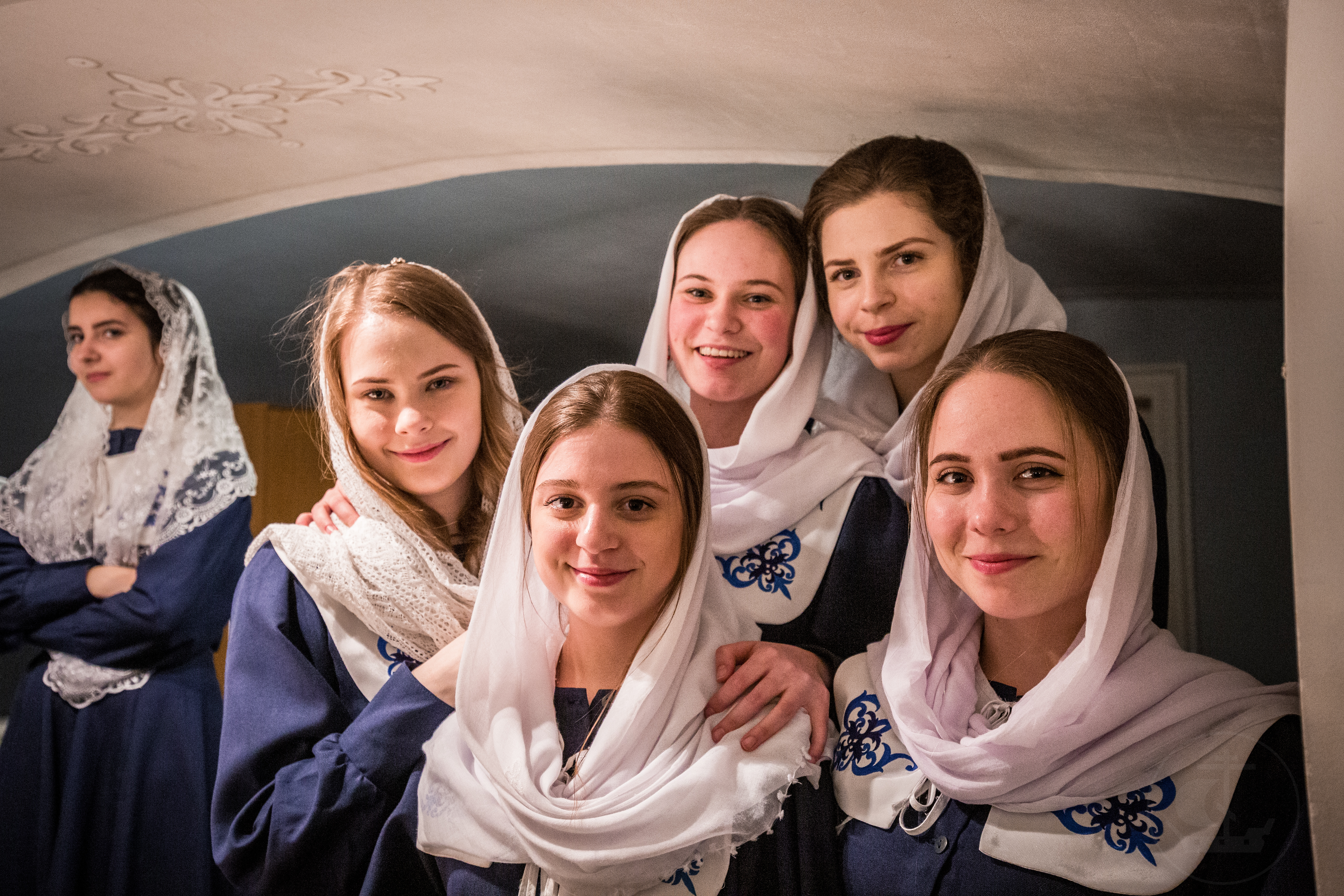
Một nhóm nữ tu đội khăn lúp voan trắng ở Nga

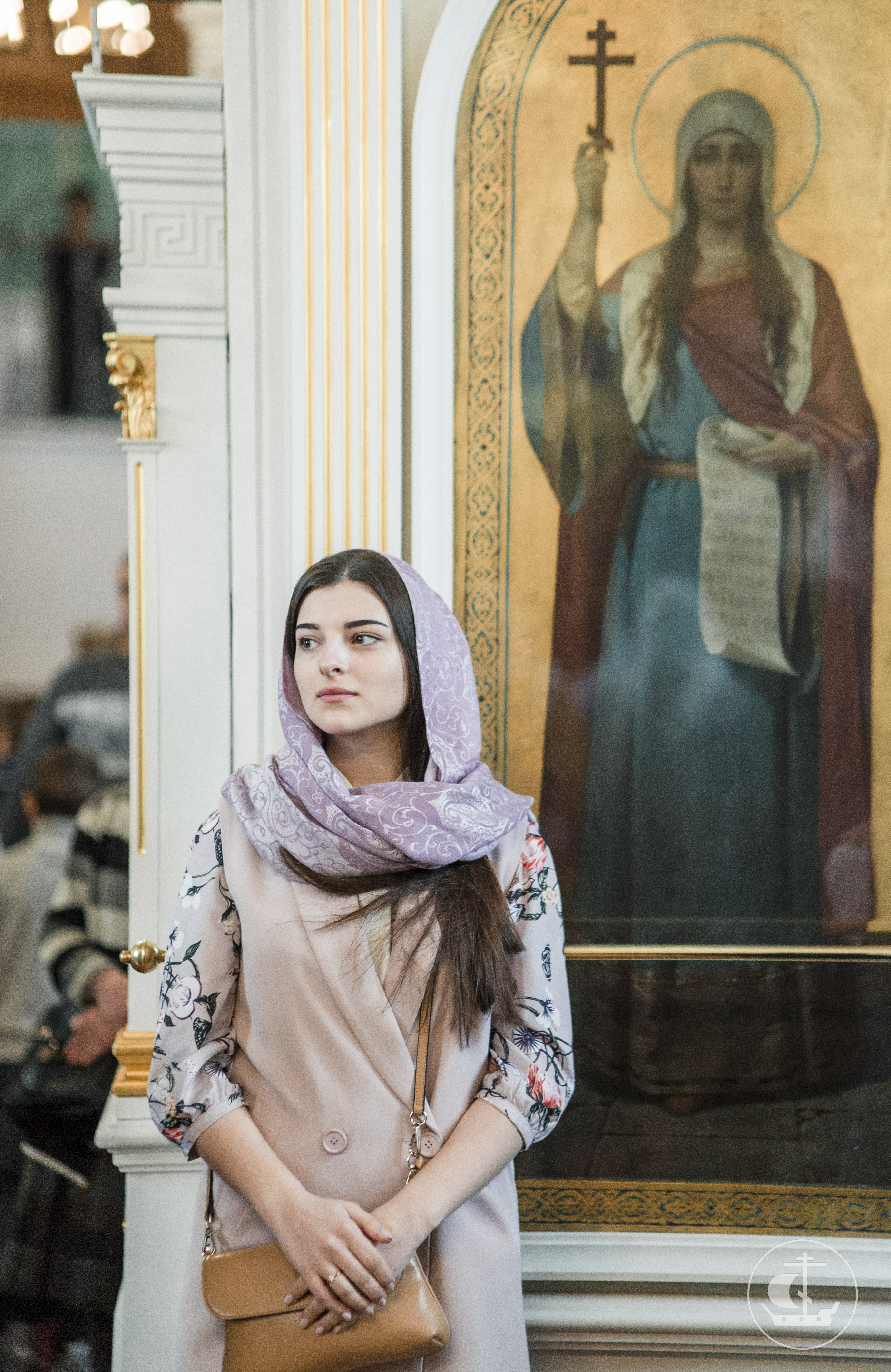
Một cô gái đội khăn che đầu trong nhà thờ ở Nga

Khăn lúp (Christian head covering hay Christian veiling) là khăn che đầu của những người theo Cơ Đốc giáo. Việc đeo khăn trùm đầu hay khăn lúp là tập tục truyền thống của những người phụ nữ trong nhiều giáo phái Cơ đốc giáo khác nhau trên thế giới. Một số phụ nữ theo đạo Cơ đốc, dựa trên giáo huấn kinh điển của Giáo hội Công giáo, Giáo hội Luther, Giáo hội Moravia, Thần học Calvin, Anh giáo, Phong trào Giám lý và Plymouth Brethren phải đội khăn trùm đầu khi thờ phượng ở nơi công cộng và khi cầu nguyện riêng tại nhà (mặc dù một số phụ nữ thuộc các truyền thống này cũng có thể chọn đội khăn trùm đầu các loại) trong khi những người theo đạo Anabaptist (Trùng tẩy phái) thì tin rằng phái nữ nên luôn đội khăn che đầu như một biểu tượng của sự khiêm tốn ở người phụ nữ.
Các sách hướng dẫn của Cơ đốc giáo sơ khởi đã huấn dạy rằng phụ nữ phải đội khăn trùm đầu khi cầu nguyện và thờ phượng Thiên Chúa, cũng như khi ra khỏi nhà. Trong Tân ước có đoạn nói thánh Phaolô muốn rằng khi cầu nguyện các phụ nữ phải đội khăn che đầu, nhưng mà người nam thì không che đầu: "người nam không được che đầu, bởi vì là hình ảnh và vinh quang của Thiên Chúa; còn người nữ là vinh quang của người nam". Khăn lúp là dấu chỉ nổi bật của đời sống tu trì cùng với chiếc áo dòng, và chi tiết này được sự chú ý. Ở Việt Nam, các tín đồ của phái Hội Thánh Đức Chúa Trời Mẹ được biết đến với hình tượng những nữ tín đồ bí mật tụ tập cầu nguyện trên đầu đội khăn voan trắng trùm đầu với cảnh tượng ma mị.
Áo dòng và khăn lúp là niềm vinh dự của các nữ tu, và đồng thời là điểm gợi lên sự tò mò nơi các thiếu nữ muốn được sống đời tu để được mặc áo dòng và được đội chiếc lúp trên đầu. Khi nhìn các nữ tu trong bộ tu phục với chiếc khăn lúp cho thấy vẻ thiện và vẻ đẹp kín đáo. Khăn lúp được dịch từ tiếng Pháp Voile có gốc Latinh là Velum, động từ là Velare có nghĩa là che đậy. Ngày trước, phụ nữ thường mang khăn che đầu và che cả mặt (đặc biệt trong lễ cưới) để che dấu vẻ đẹp khuôn mặt, hầu tránh được sự tò mò và trêu ghẹo của đàn ông, còn tầng lớp quý tộc thì khăn che đầu còn là dấu hiệu của sự quý phái, nên các nữ quý tộc thường đội khăn che đầu bằng loại vải thượng hạng (voan), còn người nghèo và nữ nô lệ, khăn che đầu còn có tác dụng giữ gọn tóc và lau mồ hôi khi làm việc, các cô dâu khi làm lễ cưới thì đội chiếc khăn lên đầu, khi phụng vụ muốn tìm ra một biểu hiệu cho nghi thức cung hiến các trinh nữ, thì người ta quy chiếu vào nghi thức hôn nhân.